# Petter Jöransson Nyström
Petter Jöransson Nyström, född 1702 i Heds socken, död 1766 i Stockholm, var en boktryckare i Stockholm. Under åren 1759–1766 drev han tillsammans med kompanjonen Carl Stolpe tryckerifirman Nyström och Stolpe.